# Lijst van nummer 1-hits in de UK Singles Chart in 2014
Deze hits stonden in 2014 op nummer 1 in de UK Singles Chart:
| Nummer | Datum        | Artiest                               | Titel                            |
| ------ | ------------ | ------------------------------------- | -------------------------------- |
| 1249   | 5 januari    | Pitbull & Ke$ha                       | Timber                           |
| 1248   | 12 januari   | Pharrell Williams                     | Happy                            |
|        | 19 januari   | Pharrell Williams                     | Happy                            |
| 1250   | 26 januari   | Clean Bandit & Jess Glynne            | Rather be                        |
|        | 2 februari   | Clean Bandit & Jess Glynne            | Rather be                        |
|        | 9 februari   | Clean Bandit & Jess Glynne            | Rather be                        |
|        | 16 februari  | Clean Bandit & Jess Glynne            | Rather be                        |
| 1251   | 23 februari  | Sam Smith                             | Money on my mind                 |
| 1248   | 2 maart      | Pharrell Williams                     | Happy                            |
| 1252   | 9 maart      | Route 94 & Jess Glynne                | My Love                          |
| 1253   | 16 maart     | DVBBS & Borgeous & Tinie Tempah       | Tsunami (Jump)                   |
| 1254   | 23 maart     | Duke Dumont & Jax Jones               | I Got U                          |
| 1255   | 30 maart     | 5 Seconds of Summer                   | She looks so perfect             |
| 1256   | 6 april      | Aloe Blacc                            | The Man                          |
| 1257   | 13 april     | Sigma                                 | Nobody to love                   |
| 1258   | 20 april     | Kiesza                                | Hideaway                         |
| 1259   | 27 april     | Mr. Probz                             | Waves (Robin Schulz remix)       |
| 1260   | 4 mei        | Calvin Harris                         | Summer                           |
| 1259   | 11 mei       | Mr. Probz                             | Waves (Robin Schulz remix)       |
| 1261   | 18 mei       | Rita Ora                              | I will never let you down        |
| 1262   | 25 mei       | Sam Smith                             | Stay with me                     |
| 1263   | 1 juni       | SecondCity                            | I wanna feel                     |
| 1264   | 8 juni       | Ed Sheeran                            | Sing                             |
| 1265   | 15 juni      | Ella Henderson                        | Ghost                            |
|        | 22 juni      | Ella Henderson                        | Ghost                            |
| 1266   | 29 juni      | Oliver Heldens & Becky Hill           | Gecko (Overdrive)                |
| 1267   | 6 juli       | Ariana Grande & Iggy Azalea           | Problem                          |
| 1268   | 13 juli      | will.i.am & Cody Wise                 | It's my birthday                 |
| 1269   | 20 juli      | Rixton                                | Me and my broken heart           |
| 1270   | 27 juli      | Cheryl Cole & Tinie Tempah            | Crazy stupid love                |
| 1271   | 3 augustus   | Magic!                                | Rude                             |
| 1272   | 10 augustus  | Nico & Vinz                           | Am I wrong                       |
|        | 17 augustus  | Nico & Vinz                           | Am I wrong                       |
| 1273   | 24 augustus  | David Guetta & Sam Martin             | Lovers on the Sun                |
| 1274   | 31 augustus  | Lilly Wood & The Prick & Robin Schulz | Prayer in C (Robin Schulz remix) |
|        | 7 september  | Lilly Wood & The Prick & Robin Schulz | Prayer in C (Robin Schulz remix) |
| 1275   | 14 september | Calvin Harris & John Newman           | Blame                            |
| 1276   | 21 september | Sigma & Paloma Faith                  | Changing                         |
| 1277   | 28 september | Jessie J, Ariana Grande & Nicki Minaj | Bang Bang                        |
| 1278   | 5 oktober    | Meghan Trainor                        | All About That Bass              |
|        | 12 oktober   | Meghan Trainor                        | All About That Bass              |
|        | 19 oktober   | Meghan Trainor                        | All About That Bass              |
|        | 26 oktober   | Meghan Trainor                        | All About That Bass              |
| 1279   | 2 november   | Ed Sheeran                            | Thinking Out Loud                |
| 1280   | 9 november   | Cheryl Cole                           | I don't care                     |
| 1281   | 16 november  | Gareth Malone's All Star Choir        | Wake me up                       |
| 1282   | 23 november  | Band Aid 30                           | Do they know it's Christmas?     |
| 1283   | 30 november  | Take That                             | These days                       |
| 1279   | 7 december   | Ed Sheeran                            | Thinking out loud                |
| 1284   | 14 december  | Mark Ronson & Bruno Mars              | Uptown Funk                      |
| 1285   | 21 december  | Ben Haenow                            | Something I need                 |
| 1284   | 28 december  | Mark Ronson & Bruno Mars              | Uptown funk                      |